# 首崇满洲
首崇满洲，即保证满洲八旗在政治权利上的优势地位，是清朝的根本国策之一，基本上與整個朝代相始终，是清朝分层次的民族等级统治政策的一个体现，清代各民族各階級集團序列中，以八旗滿洲地位最崇，蒙古次之，漢軍又次之，接下來是北方漢官、南方漢官、漢民、回民。首崇满洲又是清朝統治者通過對滿洲族眾的精神整合與「國語騎射」傳統的張揚，實現對邊疆地區威服和結合的一項重要舉措，以及維繫「大一統」的政治格局的切實需要。满族人还把自己的发型和服装强加给其他民族的男子。
“首崇滿洲”和貶抑漢族的政策令滿族在政治、經濟、民事、司法各方面均享有各种特權，而包括漢族在內的各被統治民族則處於受歧視的不平等地位。隨著時間推移，這一不平等所導致的民族矛盾日趨尖銳。清順治帝曾標榜“朕不分滿漢，一體眷遇。”但在咸丰（1851-1861年）之前，清王朝都是以“首崇滿洲”原則為圭臬。官缺分滿漢，滿族官員可任漢缺，漢族官員卻不能任滿缺，同一職務如尚書、侍郎，滿族的權力大於漢族。滿族主要出任較高級别的官職，保證滿族在政府權力中占有絕對的優勢。據光緒《大清會典》，對內閣、軍機處、六部等15個中央機構所有的2303個缺額進行統計，滿官缺額占了總數的55.2%。历代满清统治者在表面上反复宣扬满汉一体的政治口号，但实质上采用的却是“首崇满洲”的为政方针。他们从各个方面维持旗人集团的超国民地位，如在科举、入仕、升迁和政治待遇等方面，存在着明显的满汉差异。这些政策导致了清朝社会形成满汉两极格局。
而专门划给满人所任职官编制额缺的“满洲缺”，不仅授予满洲旗下的满洲人，也可授予八旗蒙古旗下的满洲人（因满洲人有编在蒙古旗下者），并不授予满洲旗下的蒙古旗人（满洲旗下编有蒙古人），说明是否属于满族，以原本是否属于满洲为准，而不是以编在满洲旗为准，而满洲人即使编在八旗汉军旗下，也是作为满人看待。但满族皇帝虽然否认汉军旗人属于满人，卻又有利用、笼络的一面，尤其是入关后会有以下考虑，就是为使大大少于汉族人的满族扩大、壮大，以巩固满族主体统治，而将汉人中接近满族、关系相对密近的汉军旗人笼络入满族之内，尤其是那些在入关前就归附满洲族的汉旗人。
亦有說法認為，古今中外的執政集團都不可能忽略其視為國本的執政基礎，清代的「首崇滿洲」與明朝的「首崇皇族」並無實質區別，清代旗漢被「圍牆」、「法律」、「社會緊張」和「自我認同」隔開，而明朝的統治集團一樣被「圍牆」與民眾隔開，且法律上擁有高度特權和限制，和民眾（如反明的李自成和張獻忠）有著殊死的緊張關係，同樣擁有強烈的自我認同，與清朝沒有分別，有學者認為上述說法沒有考慮到八旗具有的“民族性特征”，是走向了一种极端。亦有說法認為因旗民地位的不平等在很大程度上表現為滿族與其他民族間的差異，於是成為製造民族歧視與矛盾的淵藪之一。

## 歷史
“首崇满洲”一词源于詹事府少詹李呈祥上书于部院裁撤满官、专用汉官之时顺治帝的答复。李呈祥也正因此举挑战了满洲统治权威而遭到流放。试图改变这一现象的官员往往会遭到皇帝的斥责，或因此获罪。其他类似的例子还有杭世骏等。
有學者認為在「首崇滿洲」的國策下，滿臣在政治地位上比漢臣高。然而「首崇滿洲」並不是指「專崇滿洲」，不然滿洲觀念會極端膨脹，進而影響甚至危及大一統國家認同。清初統治者希望重構的是一個包括滿漢蒙及其他各民族在內的多民族國家統一體。面對佔人口絕大多數的漢人，強調「滿漢一體」事實上也即要求漢滿兩族都必須使自己的本位民族認同服從於大清的國家認同。體現在內部權力結構上，漢臣以自己文化上的優越性提攜滿臣，滿臣以自己政治上的優勢性信任漢臣，最後達到滿漢之間的和諧，並進而形成一種對清朝的國家認同。另外，順治帝希望以「委任漢官」，通過「興文教、崇經術」提高滿人執政能力，但是導致「以致滿臣無心任事，精力懈弛」，也認為“首崇满洲”体现为对汉人的掠夺与压迫，从而激起了汉人强烈的反抗，这种反抗的性质由于清的满洲色彩而变成为满汉矛盾。同时在清的内部，满官赐爵升职、执掌要职，而汉官地位很低，得不到真正的信任，满臣显然在政治地位上要高过汉臣，这是由“首崇满洲”的国策所决定的。
雍正年間雍正帝的「華夷」新辨在一定程度上促進了傳統「夷夏之防」的疏解，加快了滿漢融合的進程，然而該趨勢至乾隆時期有所改變，乾隆帝高調「崇滿」，先令八旗漢軍「出旗為民」，後陸續編訂《滿洲源流考》、《滿洲祭神祭天典禮》和《滿洲實錄》等書，宣傳「國語騎射」，著力培養滿洲相對獨立的民族意識，增強滿洲共同體的凝聚力。
有清一代，掌“铨叙、勋阶、黜陟之政”的六部，皆设满、汉尚书各一人，满人掌实权。清政府更强调武官由满人充任，清制规定，八旗都统、副都统均系皇帝的宗支、亲属及信任大臣，八旗印信都由满洲都统掌管。在满汉复职的机构中，满官的权力大于汉官，凡核议政事，皆满官“一人主之”，而汉官“相随画诺，不复可否”。清朝开国以来，满汉畛域藩篱深固、旗汉界限分明，种族歧视始终存在。满洲地主阶级不仅享有种种特权，掌握着各级政府实权，而且对汉族官员进行多方限制，竭力不让他们握有军政实权。据载，“六部皆有匾，上书某年。满大臣等宜时至大内某宫，敬谨阅看某朝所立御碑”。而“宫内所立碑，系专谕满大臣。大略谓本朝君临汉土，汉人虽悉为臣仆，然究非同族。今虽用汉人为大臣，然不过用以羁縻之而已。我子孙须时时省记此意，不可轻授汉人以大权，但可使供奔走之役云云”，其中立意可谓“深远”。清朝中央集权已强化到空前绝后的地步，如曾任户部郎中的梅曾亮所言：“东西南北，方制十余万里，手足动静视中国头目，大小省督抚开府持节之吏，畏惧凛凛，殿陛若咫尺。”其“事权之一，纲纪之肃，推校往古，无有伦比”。清朝历代皇帝深知汉族地主阶级在稳固政权中的作用。为了巩固清朝政权，加强对汉人的统治，他们不时强调满汉一家，大量吸收汉族士绅参加各级政府，尤其在统一全国、镇压汉人时更是执行依靠满蒙、团结汉人的方针，以汉人充作前驱，为其效劳。
尽管清朝皇帝们反复宣扬满汉一视、中外一家。然而旗人集团潜藏对汉人的猜疑，致使此政策之实行，仅流于形式的注重与政治上的号召，实质的作用相当有限。康熙曾致力于满汉一体，但无意之间却流露出满汉畛域的观念，他曾语重心长地告诫诸位皇子：“汉人心不齐，如满洲、蒙古数十万人皆一心。朕临御多年，每以汉人为难治，以其不能一心之故。”
儘管明朝已亡，但明朝遺留下的黨爭風氣尚存，清初的黨爭如李光地與陳夢雷的互奸事件，熊賜履嚼簽子事件，徐乾學傾害湯斌事件，高士奇傾害索額圖事件赤裸的暴露於異族面前，在異族面前證明了漢人士大夫的厚顏無恥，康熙很清楚漢人的弱點，故意利用漢人的互相傾軋來刺取漢人的情況，因此說出「蛮子哪有一个好人」和「你們（漢人士大夫）相傾相害，滿洲誰害汝？」這些話，虽为情急之言，却更能表现出内心深处真实想法，這種想法也源自康熙看不起漢人的態度，張純明指出從這些黨爭事件可見當時士大夫的人格破產。

### 晚清變化
到了清末，由于滿漢民族矛盾深刻制約著中國的近代化進程，以及列強入侵導致空前嚴重的民族危機，故早在維新時期，改良派便已高呼“請君民合治，滿漢不分”，“論變法必自平滿漢之界始”，冀以此來挽救民族危局。满洲宗室贵戚中的开明之士，如肃顺、寿富、盛昱等也曾主张消除满汉界限共同寻求强国之路，但在当时保守势力仍占据主流的八旗统治阶级内部难以获得共鸣。1907年，恒鈞、烏澤聲等留日滿蒙旗人，認定滿漢問題之所以出現，歸根結底是君主專制獨裁造成的惡果，因此必須改革政治，實行君主立憲政體，開設國會。在這樣的認知下，留日旗人在其他場合更多次逕稱「我漢、滿、蒙、回、藏四萬萬同胞」。留日滿蒙人士在「國民」觀念的啟示下，對於中國族群關係「從多元到一體」的認知，深刻影響了民國建立後的族群思想與族群政治。清朝統治者與以維新派為代表的漢人士大夫之間，取得了透過「變法維新」將王朝轉化為近代國民國家的共識。立憲運動的「五族共和」族群論述，被晚清政府接納，成為朝廷的官方族群政策。 到了20世紀初，清廷開始將自身定位為合「五族」、「五地」為一體的「中央」政府。1912年1月1日，孙中山在《中华民国临时大总统宣言书》中正式提出五族共和论，他在宣言中说：“国家之本，在于人民。合汉、满、蒙、回、藏诸地方为一国，即合汉、满、蒙、回、藏诸人为一人。是曰民族之统一。”这是中华民国第一次正式声明“五族共和”论，宣布体现民族平等原则的“五族共和”民族政策将是未来国家的治理之策。宣統帝在其後的遜位詔書中表示「仍合滿、漢、蒙、回、藏五族完全領土，為一大中華民國」。

## 措施

### 官制

#### 中枢
清初以內三院為六部之首，其中內閣大學士滿族一品、漢族五品，順治親政後雖然大學士表面上滿漢平等，然實際漢族大學士只是陪襯，如時人談遷所形容：「京堂俱一滿一漢，印歸滿官」。雖然清中葉以後漢族大學士可與滿族大學士分庭抗禮，然而決策權不在內閣，滿族親貴依然獨攬大權。
清軍入关之初，清廷设立内三院，即为内弘文院、内国史院、内秘书院。内三院仿照明朝内阁制度 ，设置承政之职，同为承政，旗人承政为一品大员，汉人承政为五品小吏。來華傳教士、中國官員汤若望指在清廷中较高的官缺都由一个满人和一个汉人掌握，但是「满人自然不能不略占优势，而主要工作则皆汉人担任了」。来中国旅游的日本人也洞悉到：「太祖兴满洲，一统汉土，不能信任汉人，诸官必并置满汉人，以持权衡。」
顺治八年，内三院被撤销，改设六部。六部的首脑由原内三院满汉大学士兼任，内阁制度正式运行。内阁大学士在表面上可以平起平坐，但实际上汉人大学士地位远在旗籍大学士之下。雍正五年（1727），世宗以上谕的形式确定了满洲大学士居首的制度，「满洲居首之大学士，在前行走外，其餘大学士行走班次，应按其补授之日，前后行走，不必分别满、汉。」在此所谓的「不必分别满、汉」有前提，是以满洲大学士居首，乾隆十三年（1748），「始定制满汉大学士各二员，遇岁时、庆节、朝会，侍班汉大学士位在满大学士下。」
满洲的貴族在政治或生活领域主要在教育、科考、补缺、律法、生活待遇等方面享有一定特权待遇。清廷特为宗室子弟特设宗学，觉罗子弟有觉罗学，普通八旗子弟有咸安宫官学等八旗官学，内务府子弟有景山官学等。在文武科举之外提供笔帖式、翻译士、皇帝侍卫等方式供满洲子弟进入仕途。
旗人因仕途坦荡，升职迅速，汉族士人子是多有不满：“十年窗下苦，不及一声嚎”。清末刚毅由笔贴式升至尚书时，狂妄地对汉人翰林说：“内人日内免身，倘生男也，坠地即与君同一资格。”这一狂言被在场的汉族官员夏仁虎记录下来，他愤愤不平地评价道：“盖满人捐数十金可得笔贴式，其升途一切与编、检、七品小京官同也。此本汉、满显分之阶级，唯刚傲恨，不恤人言，乃引以辱汉人耳。”李提摩太与刚毅交流时发现：“通过刚毅的详细叙述，可以清楚地看到满族人与汉人之间的鸿沟有多宽，之间所充满的嫉妒有多深。”

#### 六部
清朝的六部虽然沿袭明朝，但是清朝的六部的权力不如前朝，六部尚书更不能直接对部下发命令，而六部尚书也不是行政首长。六部的权限权力集中到皇帝手里，同时還有满漢之分，有一个汉人尚书，就必须有一个满洲尚书，并且始终以满尚书为主。
清廷不仅在中枢机构重用旗人，部院下属各衙门等机构內也重用旗人，六部官员成分情况，仅从《清朝通志》一书中所记载就可以看得非常明显，笔贴式一职在任何部门均无汉人，完全由旗人担任。在吏部中官职，一些汉人可以充任上至尚书、侍郎，下至郎中、员外郎等官，但是其他部门的基层官员基本上被旗人垄断。光绪朝祭酒盛昱曾言：「八旗之人不及汉人什百分之一，八旗之京官乃多于汉人数倍。」
有清一代,理藩院始终没有汉人在其中任过职，均由旗人独揽，只有到了清末才有为数极少的汉人充任。还有一些清廷认为重要省份的总督、巡抚均定为旗缺，乾隆解释边疆地区之所以重用旗人，是因为旗人骑射能力比汉人强。「朕前降旨：沿边及直隶地方营协，参用八旗满洲人员。原因满员弓马素优，人材骁劲，习于劳苦，整顿营伍，是其所长，是以令其分缺补用。今行之数年，边方营伍渐次整饬，而满员之于外任相宜者，亦俱经擢用。」然而實質上正如清代學者杭世骏在时务策中指出：「满洲才贤虽多，较之汉人仅什之三四。天下巡抚，尚满汉参半，总督则汉人无一焉!”部院以下各司的中层官员也是如此，旗缺居多，仅八旗满洲官缺就占到60％左右。
历代清朝皇帝谨记祖训：“本朝君临汉土，汉人虽悉为臣仆，而究非同族，今虽有汉人为大臣，然不过用以羁縻之而已，我子孙须时时省记此意，不可轻授汉人以大权，但可使供奔走之役而已。”
由于满汉地位悬殊，常有低级旗籍官员污辱汉族高级官僚的事件。又满汉大臣相见礼还是不平等，在晚清，“司员笔贴式谒见，满者请安，汉者打躬”。另外，在清朝官制中还存在满汉同官不同级的现象，如平级的官员，旗籍官员权力在汉官之上。
總之，就全國官員總數而言，漢人多於滿人，但京內外文武要缺，則滿人多於漢人。由於有滿人只任六品以上官的成文，就保證了人數很少的滿人集中控制中央和地方的要職。

### 語言
清朝將满语定为“国语”，將满文定为“国书”。在清朝皇帝的亲自督促采取下，把满文作为科举科目、考察官员升迁标准、对满语文不合格者进行惩罚、官员升迁及贬谪的标准也依據满语程度高低來定等等一系列措施來巩固擴大满语文的地位、使用范围和影响力。雖然清朝努力推廣作為“满洲之根本”的“国语骑射”，也对满语文的推广采取力度及范围很积极的政策，這些措施也一度令满语文迎來鼎盛时期，但後來因汉语的抗同化力而逐渐转衰，有學者引用恩格斯的说法來形容清朝的發展：“由比较野蛮的民族进行的每一次征服，不言而喻，都阻碍了经济的发展，摧毁了大批的生产力。但是在长时期的征服中，比较野蛮的征服者，在绝大多数情况下，都不得不适应由于征服而面临的比较高的『经济状况』；他们为被征服者所同化，而且多半甚至不得不采用被征服者的语言。”
另外有台湾学者认为雖然清朝的「國語」是滿語，但所傳授的內容卻是儒家的經典，「崇滿」有維護滿民族優勢地位與利益的因素，但並非對漢文化的排斥，乾隆時期恰恰是滿洲漢化最為迅速的一個時期，而乾隆帝也是清代漢文化修養最為深厚的皇帝。

### 軍事
人數不到100万人的滿洲在征服漢地後擔心上億人數的漢人會反抗，因此將所有的军政大权全部掌握在八旗满洲手中，尤其是直属皇帝的上三旗。清朝中央的高级官员大学士、各部尚书实行满（旗）漢双任制，而实权都在满族官员手里，汉族官员只能备位。另外，掌管蒙古、西藏、新疆等少数民族事务的理藩院尚书以及八旗都统等官职只能由旗人担任。掌握军权的驻防将军和都统是旗人的禁脔，掌握地方军政权力的总督也基本由旗人担任，只有少数汉人担任主管民政的巡抚。每有大征伐，必然任命满洲王公亲贵担任大将军、将军、经略。在整个清朝只有岳钟琪是唯一担任过大将军的漢人。满洲人可以不经科举便可直接成为皇帝的侍卫，然後可以出将入相，得封高官显爵。除了满洲人外，其次得到信任的是八旗蒙古、八旗汉军以及外藩蒙古，最後是漢人。

#### 漢軍出旗
清朝的驻防反映了“首崇满洲”的治国理念，不完全信赖汉军、汉人。但在同样情况下，清廷更信赖汉军旗人。後來随着旗人生计日益艰难，满洲任职升迁呼声日益高涨。雍正時通过削减汉军专缺，增加满洲缺，来缓解满洲就职压力。到乾隆時，官员尤其是满洲官员为解决满洲生计问题，而扩大满洲就职的呼声更高，清廷的主要做法是令驻防汉军官员出旗调补，空出的缺由满洲旗人充补。可见，令汉军官员出旗调补主要目的就是为解决满洲旗人生计，安排京旗满洲旗人就业。汉军官员出旗是进一步地解决满洲旗人生计问题的一种方式。 
因清廷始终抱定“首崇满洲”执政观念，不惜牺牲汉军和汉人利益解决满洲生计问题，实施汉军官员出旗调补这一非常狭隘的措施，故必然会产生一些消极影响。令汉军官员数量减少，其地位进一步下降。以督抚为例，顺治年间，满洲、蒙古人没有一个任督抚者，汉军督抚却达到116人，占总数的66.29%。康熙年间，“八旗人员之任督抚者，汉军则十居其七”。雍正朝40位督抚中，汉军也约有七成的比率，这也延续着顺治、康熙两朝的发展态势。而乾隆朝汉军督抚人数比例急速下降，总督共128人，汉军11人，只占8.60%；巡抚共241人，汉军24人，占9.96%。督抚所占比例还不到百分之十。
雍正時大量裁撤汉军缺，同時「本朝（雍正朝）汉军、汉人一体简用，内外不分」，使汉军和汉人升转异常困难。大量汉军官员和汉官仕途淹滞，这就为官场请托贿赂提供了土壤，引起吏治败坏的問題。 
有學者指出，同為漢人，投靠早的遼左舊人、北人、南人差距明顯，排序是按照投靠新政權的時間先後。同樣是漢軍出旗，投靠時間不同，命運也不同。據學者劉小萌言，入關前就投靠清廷的“陳漢軍”，就不在出旗之列；被強制出旗的，是入關後才投靠的“新漢軍”。意味著民族屬性也許僅僅是表象，問題的本質在於既得利益集團的政治資歷的高下。有學者以社會學上具普遍意義的論資排輩、優勢積累、「強者恆強，弱者相對恆弱」的社會分層理論解釋清代社會地位的劃分，八旗滿洲投靠愛新覺羅氏最早，接觸時間最久，軍功最高，資歷最深。這一優勢在入關後被迅速鞏固，滿洲子弟的漢語和執政能力迅速提升，集團資源被迅速整合。作為既得利益集團，他們不但在很大程度上把持機會資源，也掌握優質教育資源，從而使其子弟得到極好的教育和歷練，在能力上並不遜於漢人，心理上也更為自信。論資排輩，不一視同仁，優待、重用有背景者，是人類社會的普遍現象，由此導致「一步早、步步早，一步晚、步步晚」的低社會流動，凸顯出身和門第的重要，而門第社會非清代也非中國特有，例如兩漢直至隋唐的「門閥士族」對官職的壟斷、以及其與「寒門」的對立就是中國史上的例子。漢軍「出旗」最早並非因為其漢人血統，而是因為比起滿洲、蒙古，漢軍投靠和服務清廷的資歷最淺。因為歷史原因，在清代政治資歷正好與族群屬性高度吻合，很容易給人以民族屬別決定政治地位的錯覺。歷史學家定宜莊指出，很早投靠努爾哈赤的漢人，被分入八旗滿洲且其後也未被析出。怀疑此中揭示的是滿族早期構成的一個原則，即「政治資歷決定民族屬性，而非血統、語言、習俗等民族屬性決定資歷」但亦有學者認為上述說法忽視了八旗具有的“民族性特征”。
亦有學者指出，同為漢人，投靠滿清較早的遼東舊人（俗稱陳漢軍）滿化程度較深，有一種其他漢軍所缺乏的對滿洲人的認同感，反映在習俗上，陳漢軍從滿洲十居六七，而入關後入旗的漢軍，從滿洲僅十居一二。

#### 滿蒙八旗與漢八旗的待遇差異
漢軍八旗的都統、副都統往往由滿洲擔任；在分配上，待遇高、錢糧豐厚的兵種歷來由滿蒙子弟把持，而漢軍子弟只能充當收入較低的馬甲、步甲；同一兵種，待遇也有差異，如養育兵，滿蒙子弟月銀三兩、漢軍子弟二兩；官學生，滿蒙子弟月銀一兩五錢、漢軍子弟一兩；對八旗孤寡老人，每人月給銀一兩，如是滿、蒙旗人，另給米一石六斗。另外，清廷規定，滿蒙旗人的家口不准賣與漢軍、漢人，漢軍的家口不准賣與漢人，換言之，滿蒙旗人可恣意占有漢人家奴，而漢軍與漢人則沒有資格置購滿蒙旗人的家奴。

## 影響

### 政治方面
因清朝統治者對滿洲民族意識的梳理和重塑有重要的政治層面的考慮，清代邊疆的少數民族主要是通過對「滿洲」的認同來體認中華「大一統」，故有「崇滿洲以安藩部」，從而有效聯繫「大一統」政治格局的切實需要。「崇滿」所針對的主要是日漸興起的蒙古和回疆勢力的挑戰，及其所觸發的「胡虜無百年之運」的思想異動，這種異動在清朝國內和屬國朝鮮有所反映，雍正時期出使清朝的朝鮮使臣回國後給朝鮮國王的上疏中說：「自古夷狄之主中國，非有仁義德禮，服天下之心而臣之也。華夷雜處，禍變層生，苟無聖人之應期，則漠北諸種，必將因其衰而代之。蓋今胡運之窮，不十數年可決，而蒙古强盛，異時呑倂，必至之理也。」這種情況在朝隆時期進一步深化，並且從準噶爾蒙古和大小和卓之亂可見。在這種歷史背景下，清朝統治者通過對滿洲部眾的精神整合與「國語騎射」傳統的張揚，威服和結合邊疆地區。
清政府长期实行“首崇满洲”的政策，这不仅给旗人带来不切实际的优越感，而且造就了社会不平等，必然引发满汉矛盾。满族与蒙古族中的有识之士对此也有清醒的认识。但清王朝还始终坚守八旗驻防、满汉分职、满汉别居、坐食饷银、严禁满汉通婚等政策。这些政策虽遭汉人侧目，却始终是朝廷维持少数族裔权贵统治的根本大计，不容置喙。优渥满族的政策以及长期积聚的满汉矛盾带来旗籍权贵的斗志消弭与群体无力。一方面他们的权利与生俱来，无需经过长期、艰苦的奋斗，所以不会对已有权利格外珍视。他们不但不积极进取，反而仰仗着“家足温饱”，不愿“与世角逐”、“徒自苦尔”。另一方面，积聚已久的满汉矛盾致使汉民族的“反满”发展成一种无形力量，给旗籍权贵带来空前压力，也导致清王朝旗籍权贵集团统治的最终崩塌。鼎革之际从掌权到失权，到存亡绝续的关键时刻，多数旗籍权贵心态坦然。

### 軍事方面
八旗与绿營兵在抚恤金和立功受赏方面也有差距，加之绿营士兵的俸饷和俸米经常被苛扣，但旗人就不会出现这情况，两者待遇迥异，导致八旗与绿營兵很难和睦相处。
清廷声言“满汉一体”，但“首崇满洲”的措施，使汉军、汉人的不满情绪无法避免。在官职总量基本固定的情况下，汉人、汉军职位缩减，直接导致汉军和汉人官员数量减少，整体势力下降。而在汉军、汉人官员减少的同时，满洲驻防官员却增多，整个清朝官员队伍呈现满洲化倾向，在整个官僚体系中占据越来越多的位置。但这种现象可能会导致汉军、汉人仇视满洲。此外，驻防汉军官员出旗调补，汉军、汉人官员壅滞，升转困难，而满洲凭借其统治民族优势，充补驻防汉军官员出旗空缺，升迁相对容易，这会使汉军、汉人产生怨气，对满洲不满。这些仇视和不满，虽然在乾隆朝没有爆发，但使清初以来平缓的满汉矛盾变得不再平缓，而成为近代反满情绪积蓄渊源之一。

## 評論
孫文以反對民族不平等作為革命的理由：「我國去年之革命，是種族革命，亦是政治革命，何則？漢、滿、蒙、回、藏五大族中，滿族獨占優勝之地位，握無上之權力，以壓制其他四族。滿洲為主人，而他四族皆奴隸，其種族不平等，達於極點。種族不平等，自然政治亦不能平等，是以有革命。要之，異族因政治不平等，其結果惟革命；同族間政治不平等，其結果亦惟革命。革命之功用，在使不平等歸于平等。」
美國达特茅斯学院歷史學教授柯嬌燕認為，在清朝統治者所構建的天下秩序觀中，皇權的表達具有「共主性」（Simultaneities），清朝成功地將幾種不同的統治方式糅入皇權之中，並在不同的地域空間和價值體系中發揮不同的作用，在該天下秩序觀之下，談論「滿族中心觀」沒有意義，清朝皇帝在絕大多數時間裡僅僅把滿洲人看作是多民族帝國的一份子，認為一個真正的帝國不是隸屬於某一個文化的，而是超越文化的存在，帝國的皇權也是如此。她亦認為，乾隆帝作為清朝的最高統治者，擁有征服者、家族首領、神權領袖、道德典範、律令制定者、軍事統帥、文化藝術贊助者等多重身份，這多種身份既相互聯繫又具有混雜性，但是又集中統一於乾隆帝一身，乾隆帝不僅僅是滿洲人的大汗，更是全天下的共主。
有學者以明清兩朝的統治集團在財政負擔等方面試作出對比，清代八旗佔據全國人口不到2％，消耗25％的財政預算；明朝宗室的俸祿於嘉靖三十二年（1553年）已佔據國家財政的37.33%，若按照明律足額發放俸祿，在1614年明政府即便傾全國之力都無法負擔人口增至16萬多人的明宗室，因為其總額已經超過全國田賦收入的總額。此外，明代宗藩也因為人口增加出現貧困化現象，發生過宗室包圍官府和暴力索祿事件，類似的情況也發生在清代八旗身上。清朝中晚期在內外交困下國勢每況愈下，致使民眾對政府強烈失望和不滿，該學者認為，在此背景下，清代即便是漢族政權當政，面對的社會矛盾一樣尖銳，明王朝的滅亡很大程度上是同民族的流民大起義的結果，而且以明朝皇權高度膨脹，藩王和王莊遍布全國，充當皇權爪牙的宦官勢力相當龐大，從明太祖清洗異姓功臣等情況來看，他們對異姓權臣（如曾國藩、袁世凱）的出現，警惕心未必就會小於滿族統治者；在改革的呼聲下，明廷亦有可能出現一個最終導致流血政變和革命的「皇族內閣」，有學者指出上述的說法過於極端，無視八旗具有的“民族性特征”，另外亦有學者認為如果當時統治者不是滿人而是漢人，情形或者可以根本不同，在漢人的統治下，同盟會就不會提出「驅除韃虜，恢復中華」的口號。
清王朝长期实行优渥满族的政策，势必形成体制内的深刻矛盾，这是滅亡的潜在远因。同时，宣统朝少壮派权贵当政后，打破了原有权力的大致平衡，构成政治体制的最大危机，加上政权内部缺乏危机应对机制等因素，从而导致王朝崩解。

## 注解
1. ↑  「李呈祥此疏大不合理。夙夕满臣，赞理庶政，并畋猎行阵之劳，是用得天眷，大业课成，彼时可曾咨尔汉臣而为之乎？朕不分满汉，一体眷遇，尔汉官奈何反生异意耶？若以理言，首崇满洲，固所宜也。”[參⁠ 12]
2. ↑   註: